# Секс туризъм
Секс туризмът е пътуването до различно място с цел практикуването на сексуална дейност, особено с проститутки. Световната организация по туризъм определя секс туризмът като „пътувания, организирани от туристическия сектор или извън този сектор, но използващи неговите структури и мрежи, с основната цел да се осъществи търговска сексуална връзка от страна на туристите с жителите на дестинацията“.
Феноменът на секс туризма създава различни социални проблеми. Например отделни държави или градове придобиват репутацията на популярни дестинации за секс туризъм. Сред причините за сексуалния туризъм са: по-ниски цени в страната на дестинацията, по-лесен достъп до услугите на проститутки (например в някои страни, където е легализирана проституцията), междурасов секс, достъп до екзотични форми на сексуална активност или достъп до детска проституция.